# Gradaterebra assecla
Gradaterebra assecla é uma espécie de gastrópode do gênero Gradaterebra, pertencente a família Terebridae.